# Čechratka podvinutá
Čechratka podvinutá (Paxillus involutus) je jedovatá houba z čeledi čechratkovitých. Dlouho byla považována za jedlou; ukázalo se však, že obsahuje látky, které mohou za určitých okolností vzbudit tak silnou reakci lidského imunitního systému, která je spojena s rozpadem červených krvinek, že to ohrozí život konzumenta.

## Znaky
Klobouk, který je zpočátku vyklenutý, později plochý až vmáčklý, dosahuje v průměru 4–12 centimetrů. Okraj klobouku je podvinutý, což se zvýrazňuje se stářím. Zbarvení této houby je žlutavé, světlehnědé až červenohnědé. Lupeny jsou husté, vidličnatě větvené nebo síťovitě pospojované. Jsou snadno oddělitelné od třeně a po otlaku se zbarvují hnědavě. Výtrusný prach je rovněž rezavě hnědý. Válcovitý třeň dosahuje délky 4–6 centimetrů a je 1–2 centimetry tlustý. Je stejné barvy jako klobouk, po pomačkání se ale zbarvuje tmavěji.

## Výskyt
Čechratka podvinutá se vyskytuje v severním mírném pásu v listnatých i jehličnatých lesích. Roste od července do října.